# チン族
チン族（チンぞく、ビルマ語: ချင်းလူမျိုး、発音 [tɕɪ́ɰ̃ lù mjó]）は、ミャンマー西部のチン州・ザガイン地方域からインド北東部のミゾラム州、アラカン山脈およびチン丘陵に住む民族である。「チン族」の名称は主にミャンマーにおいて用いられるものであり、本稿では主にはミャンマーのチン族について論じる。

## 名称
「チン」は歴史的には外名であり、語源については、アショー語で「人」を意味する khlong ないし khlaung が、ビルマ語発音の khyang に転訛して生まれたものという説がある。チン族の学者・政治家であるリヤン・ムン・サコンは、「チン」は、民族の神話上の故地であるチンルンに由来するものであるとする説を唱えているが、信頼性は低い。
「チン」は特にミャンマーにおいて、アラカン山脈およびチン丘陵に住む諸民族の総称となった。インドではおおむね同じ民族を指してクキ族の外名を用いた。これに対し、彼らの歴史的内名としては「ゾ（Zo）」があり、「人」を意味する「ミ（Mi）」とあわせて「ゾミ」「ミゾ」などとも呼称する（cf. ゾミ族）。ミゾラム州のゾ系民族（ルシャイ族）はミゾ族の呼称を用いるほか、ミャンマーでもティディム族がミャンマー政府の用いる公称である「ティディム・チン」を嫌い、国勢調査の民族欄に「ゾミ」と記入する運動があった。

## サブグループ
チン族はミャンマーの主要少数民族であり、チベット・ビルマ語派の諸言語（クキ・チン諸語）を用いる。山岳地域に氏族集団ごとに居住していたため、民族内でも様々な言語・風俗を有する。ミゾラム州の歴史家であるヴムソン（Vumson）によれば、チンはアショー族・ショー族（Chó ないし Sho）・クアミ族（Khuami ないし M'ro）、ライ族（Laimi）・ミゾ族（Mizo ないし Lushai）・ティディム族（Zomi）の8つに分類することができる。
ミャンマー政府の定義するところによれば、チンには53のサブグループが存在するが、この民族リストは極めて不正確なものであり、見落とし・重複・表記の不正確といった、多くの問題を抱えることが知られている。『シャン・ヘラルド』はこの分類を再検討し、ここにはナガ族・メイテイ族・リンブー族といった、本来チン族のサブグループではない民族が含まれていること、各氏族を別民族として数えていることなどを指摘している。クキ・チン諸語は北部クキ・チン語群、中央クキ・チン語群、北西クキ・チン語群（古態クキ・チン語群）、南部クキ・チン語群に分類される。

### ディアスポラ
少なくとも60,000人のチン族がミャンマーからインドに難民としてわたってきているほか、20,000人がマレーシアにわたっている。ほかに、北アメリカ、ヨーロッパ、オーストラリア、ニュージーランドなどにもディアスポラがいる。オクラホマ州タルサには5,000人以上のチン族（ゾミ）が移民してきており、ゾミタウンの通称で知られている。

## 歴史
チン族の起源は不明であるが、歴史家のゴードン・ルースおよびタントゥンの論じるところによれば、チン族を含むミャンマー周辺のチベット・ビルマ語派話者の故地は中国西部であり、羌と関係を有している。一方で、人類学者のエドマンド・リーチの論じるように、こうした古代の民族を現代の特定の山岳民族と同一視することはできない。パガン王朝崩壊ごろからシャン族が影響力を有するようになり、それまでカンパッ周辺にいたチン族は、この圧力を受けて丘陵部に移動する。
英緬戦争を通して、ビルマ（ミャンマー）はその全土がイギリスの支配下となった。当時、スィーインのチン族は平野部の都市であるカレーをしばしば侵略しており、上チンドウィン県知事であるライクス（Rikes）は族長を招き、このようなことがないように警告した。しかし、この協議は成功せず、1889年にはイギリスとチン族は戦闘状態に入った（Anglo-Chin War）。この反乱は長期にわたり続いたが最終的には制圧され、1896年のチン丘陵統治法（Chin Hills Regulation 1896）制定を経て、植民地政府による本格的なチン統治がはじまることになった。ただし、これは間接統治であり、族長による地域の支配は依然として続いた。
第二次世界大戦の終結後、英領ビルマはビルマ連邦として独立することになるが、これにあたっておこなわれたビルマ族と山岳少数民族との交渉であるパンロン会議には、シャン・カチンとともにチンの代表者も招かれた。1948年の独立にあたっては、チン丘陵はチン特別区となり、チン担当大臣が行政をとりおこなった。ネウィンによる1962年ビルマクーデターののち、特別区の行政は連邦革命評議会にうつり、1974年の新憲法制定により特別区はチン州となった。チン州は外部勢力の干渉をほとんど受けなかったため、反乱が起こることはほとんどなかったものの、8888民主化運動ののち、国家法秩序回復評議会（SLORC）がチン族政党を非合法化し、仏教への改宗を強いるといった圧政を敷くようになると、状況は変化した。チン系の反政府勢力であるチン民族戦線（CNF、武装部門としてチン民族軍）が成立したのは、1988年3月20日のことである。
とはいえ、近年に至るまでチン州が内戦の主戦場となることは少なかったものの、2021年ミャンマークーデター以後には武力紛争が頻発するようになった（cf. チン戦線）。2023年にはCNFを中心とする自治政府であるチンランド評議会が成立し、独自の憲法を起草した。

## 社会・文化

### 経済

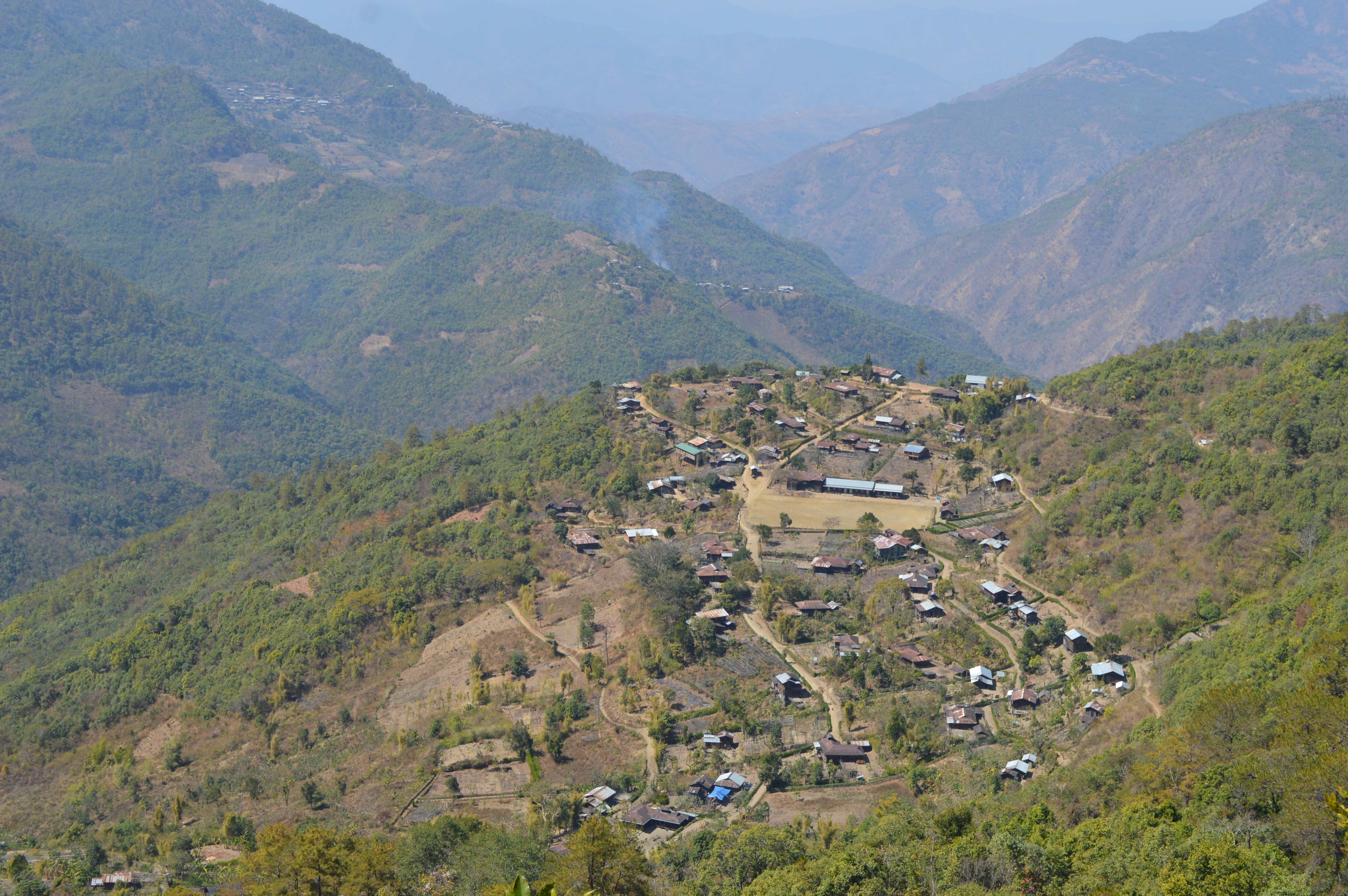
チンの村落（ヴォッラッ村・2014年）

焼畑農業を中心とする自給自足経済がもっぱらであり、トウモロコシやアワ、陸稲といった穀類や芋、豆類などを栽培する。パレッワ郡区といった河川周辺、あるいはティディム郡区、ハカ郡区などでは水田農業も営む。また、ミトンとよばれる牛や、水牛、豚、鶏、ヤギといった家畜も飼育する。特に重要なのは牛であり、チン族には所有する牛の頭数で個人の富裕さや地位を測る習慣がある。さらに、狩猟も重要であり、農作業が終わると村中総出の狩りがおこわれる。卓越した狩人は高い尊敬を得ることができ、村の重役は狩猟の素質を必要とする。その他、チン州内には製造業の拠点としてテレビン油やコーヒーの工場があるほか、農産物を中心とする交易もおこなわれている。

### 冠婚葬祭
父系制であり、父親が家長をつとめる。相続に関しては長子相続の場合と末子相続の場合があり、いずれも男子のみを対象とする。スィーインのチンの場合は13歳から14歳、ファラムのチンの場合は15歳から16歳、女性に関しては14歳から15歳が成人年齢である。結婚は基本的に一夫一妻制であり、習俗はそれぞれによって異なるもののいずれの場合も結納品を必要とする。離婚にあたっては結納品を返却しなければならないため、離別は多くない。死後の世界と生まれ変わりはチン世界において一般に信じられるところであり、葬式は土葬が主であるが、レートゥー・チンやムイン族は火葬をおこなう。

### 宗教
伝統的には精霊信仰であるが、1800年代以降はキリスト教の布教が進んだ。1966年には35%であったキリスト教徒の割合は、2010年には90%になったともいわれるが、一方でエーエーの論じるように、これにより精霊信仰が途絶えたわけではなく、慣習に逆らわず、伝統の祭礼に参加することが一般的である。キリスト教の宗派は3～4派あり、ひとつの家庭にバプテスト教会・カトリック教会・メソジストなどがいることもある。太平洋戦争後は仏教の弘道もおこなわれており、ラカイン州に隣接するパレッワなどには仏教徒チン族も多い。また、ティディムには、パウチンハウの創設した独自の宗教であるパウチンハウ教が存在し、一定数の信者がいる。

## 関連文献
- Vumson (1986). Zo History: With an introduction to Zo culture, economy, religion and their status as an ethnic minority in INDIA, BURMA, and BANGLADESH. Published by the Author